# ヘンリー・マシューズ (初代ランダッフ子爵)
初代ランダッフ子爵ヘンリー・マシューズ（英: Henry Matthews, 1st Viscount Llandaff,  PC, QC, 1826年1月13日 - 1913年4月3日）は、イギリスの政治家、貴族。
保守党所属の政治家であり、第2次ソールズベリー侯爵内閣において内務大臣（在職1886年 - 1892年）を務めた。1895年にランダッフ子爵に叙せられるが、子供がなかったため、爵位を継承させられなかった。

## 経歴
1826年1月13日にイギリス領セイロン（現スリランカ）の陪審判事ヘンリー・マシューズとその妻エマの長男としてセイロン島で生まれる。
1844年にパリ大学を卒業し、ついで1849年にロンドン大学を卒業した。1850年にはリンカーン法曹院で学び、法廷弁護士資格を取得。1864年から1869年にかけては紋章院総裁の秘書官を務める。1868年には勅選弁護士となる。
1868年から1874年にかけてダンガーバン選挙区から選出されて保守党所属の庶民院議員を務める。1886年から1895年にかけては東バーミンガム選挙区から選出されて庶民院議員を務める。
1886年8月から1892年8月にかけて第2次ソールズベリー侯爵内閣の内務大臣を務める。就任早々マシューズは警察の信頼回復のための人心一新を企図して陸軍少将サー・チャールズ・ウォーレンを首都警察警視総監に据えた。しかしウォーレンは1887年にハイド・パークで起こった失業者による「仕事かパン」デモを近衛連隊を動員して弾圧したため、民心はますます警察から遠いた。
1888年に発生した切り裂きジャック事件をめぐっては警視総監ウォーレンと副警視総監・犯罪捜査部長ジェームズ・モンローの対立が深まったため、マシューズは11月にもウォーレンの辞表を受理してモンローを後任の警視総監としている。また同月「共犯者ないし実行犯以外の者で、犯人につながる情報、証拠をもたらした従犯者は、女王陛下の御慈悲により内務大臣は特赦することを認める」とする特赦状を発したが、結局犯人は見つからなかった。
内務大臣退任後の1895年8月5日に連合王国貴族爵位「ヘレフォード・カウンティにおけるヘレフォードのランダッフ子爵（Viscount Llandaff of Hereford in the County of Hereford）」に叙せられ、貴族院議員に列する。
1913年4月3日に死去。子供はなく、彼の死とともにランダフ子爵位は消滅した。

## 栄典

### 爵位
- 1895年8月5日、初代ランダッフ子爵（連合王国貴族爵位）[4][8]

### その他
- 1868年、勅選弁護士（英語版）（QC）[4]
- 1886年、枢密顧問官（PC）[4][9]